# Leeraner Miniaturland
Leeraner Miniaturland er en 1.100 m² stor modeljernbaneudstilling med tilhørende udendørsområder beliggende i den vestlige del af byen Leer i Ostfriesland i Tyskland. Anlægget blev åbnet for offentligheden 25. juni 2011.

## Historie
Modeljernbaneanlægget var oprindeligt på 600 m², der blev anbragt i en til formålet bygget 1.200 m² stor hal. Siden foråret 2015 arbejdes der på at udvide anlægget i en ny bygning. Den første etape med scener fra Bad Zwischenahn und Oldenburg åbnede 1. september 2016. Ifølge byudviklingsudvalget i Leer skal Leeraner Miniaturland udvikle sig til at blive verdens største miniatureland. Pr. 2017 er Leeraner Miniaturland Tysklands næststørste modeljernbaneanlæg efter Miniatur Wunderland i Hamburg.
I august 2017 blev det offentliggjort, at Leeraner Miniaturland overtog modeljernbaneanlægget fra Loxx, der lukkede med udgangen af måneden. Anlægget der med 800 m² var verdens tredje største havde til huse i indkøbscentret Alexa i Berlin og gengav en række seværdigheder og markante steder fra den tyske hovedstad. Det omfattede ca. 1.000 bygninger og 200 tog. Flytningen fra Berlin til Leer og genopbygningen af anlægget forventes afsluttet i foråret 2018.

## Udstilling
Modeljernbaneanlægget er i skala H0 (størrelsesforhold 1:87). Den første del fra 2011 er opbygget med huse, veje, jernbaner og floder med forbilleder fra området afgrænset af de østfrisiske øer Borkum og Norderney, byen Papenburg og fæstningen Bourtange. De forskellige ting er placeret nogenlunde geografisk korrekt, idet de mellemliggende områder dog stort set undladt. Der er placeret omkring 5.000 bygninger og seværdigheder, 15.000 træer og buske, 5.000 biler, 250 skibe og over 70.000 figurer på denne del af anlægget. Trafikken varetages af omkring 300 tog foruden enkelte kørende biler. I lighed med flere andre store udstillingsanlæg er der desuden en dag/nat-simulation med skumring og nat, hvor anlægget oplyses af de lys, der er indbygget i husene.
1. september 2016 åbnedes den første etape af en udvidelse med Oldenburg og Bad Zwischenahn. Når udvidelsen er færdig vil der desuden være områder fra Wilhelmshaven over Harlingerland til Cloppenburg.
Udenfor åbnedes i juni 2013 en havebane i størrelsesforholdet 1:22. Banen har en samlet længde på ca. 1 km og er lavet, så de besøgende selv kan styre driften med forskellige lokomotiver og stilling af sporskifter. Banen er omgivet af bygninger med forbilleder fra Ostfriesland.
Indendørs findes siden 2013 en udstilling af modelbiler, af hvilke der ifølge Leeraner Miniaturland selv er over 2.000 af i forskellige størrelsesforhold.

## Besøgstal
Fra juni til december 2011 blev Leeraner Miniaturland besøgt af 38.880 personer, svarende til 216 personer i snit pr. åbningsdag. Det bemærkedes at 63 % af de besøgende boede mere end 50 km fra Leer. Et år efter åbningen var man nået op på 62.000 besøgende, og i marts 2013 havde man rundet de 100.000. I 2015 var der 64.000 besøgende og i 2016 ca. 72.500.